# Wyższa Szkoła Ekonomii i Administracji w Bytomiu
Wyższa Szkoła Ekonomii i Administracji w Bytomiu (skrót: WSEiA w Bytomiu) – nieistniejąca polska wyższa uczelnia niepubliczna założona i wpisana decyzją Ministra Edukacji Narodowej do Rejestru Uczelni Niepaństwowych 23 grudnia 1996 roku. Postawiona w stan likwidacji przez założyciela 1 lutego 2016 r., a przez Ministra Nauki i Szkolnictwa Wyższego  29 czerwca 2016 roku, zlikwidowana w 2017 roku.

## Władze
- Rektor prof. nadzw. dr hab. inż. Mirosław Czapka
- Kierownik Katedry Ekonomii, Zarządzania i Inżynierii Produkcji doc. dr Barbara Klimas
- Kierownik Katedry Administracji i Politologii doc. dr Alicja Jochymczyk
- Kierownik Katedry Fizjoterapii doc. dr n. med. Wojciech Kozik
- Dyrektor Administracyjny mgr inż. Jacek Bienias
- Dyrektor Departamentu Współpracy z Zagranicą

## Struktura
- Zakład Nauk Ekonomicznych
- Zakład Ekonomiki i Zarządzania Ochroną Pracy
- Zakład Ekonomiki Transportu i Logistyki
- Zakład Zarządzania i Inżynierii Produkcji
- Zakład Ochrony Środowiska
- Zakład Administracji
- Zakład Informatyki Ekonomicznej
- Zakład Politologii
- Zakład Fizjoterapii